# マーチ・811
マーチ・811 (March 811) は、マーチが1981年のF1世界選手権用に開発したフォーミュラ1カー。
RAMレーシングが使用し、ポイントを獲得することはできなかった。そのモデル名にもかかわらず、伝統的なレーシングカービルダーであるマーチ・エンジニアリングとは関係がなかった（後述）。811は6台が製作されたが、その内の1台は他カテゴリーでも使用された。

## 背景
マーチ・811はRAMレーシングの依頼によって開発された。
RAMレーシングは様々なカテゴリーで1975年から活動しているイギリスのレーシングチームだった。1970年代後半にチームはその焦点をオーロラAFXフォーミュラ1シリーズ（F1レギュレーションに従って開催されていたイギリス国内選手権）に合わせて活動していた。1980年シーズンにはタイトルを獲得している。RAMは1976年、1977年、1980年のF1世界選手権にスポット参戦している。このときは純粋なカスタマーチームとしてブラバム、マーチ、ウィリアムズの車両をリースまたは購入しての参加だった。1980年にエミリオ・デ・ヴィロタを擁してオーロラシリーズのタイトルを獲得した後、チームはF1世界選手権にステップアップした。オーロラシリーズとは異なり、チームは独自のマシンを設計する必要があった。RAMは十分なリソースを持っていなかったため、イギリス人デザイナーのロビン・ハードと手を結ぶ。ハードはマーチ・エンジニアリングの創設者の一人で、株式を多数保有していた。ハードとRAMは1980年秋にマーチ・グランプリを設立するが、これはマーチ・エンジニアリングとは関係の無い独立した組織であった。マーチ・エンジニアリングは当時F2マシンを製造していたが、そこからの技術移転はなかった。車は最終的にハードの持つもう一つの別会社、マーチ・エンジンズで製作された。
ハードとRAMが製作した車は識別のため「マーチ」の名を使用し、モデルナンバーの「811」も最初の2桁が年度、後の1桁はF1を示すという、マーチ・エンジニアリングの命名法に沿った名が付けられた。ハードが個人的に関与し、「マーチ」の名を持つ別組織によるマシン、という前述の事情から811はしばしば「マーチだが、マーチではない」と表現される。多くの文献で811は後継の821同様に、従来のマーチ製F1の流れとは異なるものと見なされる。RAMレーシングは1981年シーズン「マーチ・レーシングチーム」としてエントリーした。

## 開発
マーチ・811は実質的にロータス・79の影響を強く受けたウィリアムズ・FW07のコピーだった。811を見た人々は「...マーチはウィリアムズを製作した。」と語った。基本設計は頻繁に改変された。異なる哲学を持つ3人のデザイナーが入れ替わって手を加えた。当初はロビン・ハードが手がけ、数週間後にゴードン・コパック、1981年の初夏にはエイドリアン・レイナードが担当した。
811は非常に単純に設計された車と考えられ、アルミニウム製モノコックとマグネシウム製のシートパイルウォールを有していた。ハードは前後サスペンションにインナートーションバーを採用し、エンジンは自然吸気のコスワースDFV、ギアボクスは5速のヒューランドFGAを搭載した。ブレーキはAP製、タイヤはシーズン前半にミシュラン、フランス以降はエイヴォンを使用した。エイヴォンタイヤは811のパフォーマンスを向上させたと考えられた。
パトリック・ヘッドが手がけたウィリアムズとは異なり、811は軽量で安価なプラスチックを使用、最初に製作された3台の重量は632kgと最小許容重量を超えていた。コパックは軽量化を図り、薄いアルミニウム板を採用した。イギリスグランプリでデビューしたRM06は、580kgまで軽量化を達成した。
RAMレーシングのチームマネージャー、ジョン・マクドナルドは811に失望した。「私はマーチ・グランプリがコピーしたウィリアムズを見て、それを表してはいないことを知っていた。コピーは決してオリジナルより良い筈がない。」ハードは811が「典型的なマーチのやり方で製作された...コーナーや端をカットし、ウィリアムズが使ったのとは異なる材料を使って。」と語った。マーチ・811は不十分な設計ばかりでなく、製造も不用意に行われた。ブラジルグランプリではサスペンションの部品が走行中に外れ、マクドナルドはプレスに対して「この車はクソの山だ。これは公式コメントだ。」と語っている。

## 製造
マーチは1981年1月から6月までに6台の811を製造した。
- RM01はプロトタイプであり、シリーズ全体で最も重いシャシーだった。当初はレースでの使用は意図されていなかった。しかしながら、ブラジルでかなりのダメージを受けたRM02の代わりに、続く2戦でデレック・デイリー用のレースカーとして使用することをチームは発表した[10]。
- RM02は、開幕2戦でデレック・デイリーがレースカーとして使用した。ブラジルでのクラッシュでダメージを受けRM01、続いてRM05と置き換えられた。
- RM03はRM02と同一であった。当初はエリセオ・サラザール用のスペアカーであった。4戦を戦った後、RM04と置き換えられた。
- RM04はRM03に代えて投入された。ベルギーGPで初登場し、サラザールとデイリーによってそれぞれ2戦ずつ使用された。
- RM05は、実質的にRM04と同一であった。RM01に代わってベルギーGPとモナコGPでデイリーによって使用された。1982年初めにイギリスのコリン・ベネット・レーシングが購入し、イギリスF1選手権で使用した。その年の夏にはCan-Amの2戦にも参加している。いずれもヴァル・ムセッティがドライブした。その後カナダのゴードン・ライトフット・レーシングに売却され、ジョン・グラハムのドライブでCan-Amの4戦に参加している。
- RM06は、811シリーズの最後のシャシーである。エイドリアン・レイナードの設計に基づいて製作されたが、それまでのシャシーよりも軽量化されていた。RM06はイギリスGPに初登場し、シーズン終了までデイリーがドライブした。このシャシーも1982年にコリン・ベネット・レーシングが購入した。

| グランプリ   | 811 RM01           | 811 RM02           | 811 RM03             | 811 RM04             | 811 RM05           | 811 RM06           |
| ------------ | ------------------ | ------------------ | -------------------- | -------------------- | ------------------ | ------------------ |
| ロングビーチ |                    | デレック・デイリー | エリセオ・サラザール |                      |                    |                    |
| ブラジル     |                    | デレック・デイリー | エリセオ・サラザール |                      |                    |                    |
| アルゼンチン | デレック・デイリー |                    | エリセオ・サラザール |                      |                    |                    |
| サンマリノ   | デレック・デイリー |                    | エリセオ・サラザール |                      |                    |                    |
| ベルギー     |                    |                    |                      | エリセオ・サラザール | デレック・デイリー |                    |
| モナコ       |                    |                    |                      | エリセオ・サラザール | デレック・デイリー |                    |
| スペイン     |                    |                    |                      | デレック・デイリー   |                    |                    |
| フランス     |                    |                    |                      | デレック・デイリー   |                    |                    |
| イギリス     |                    |                    |                      |                      |                    | デレック・デイリー |
| ドイツ       |                    |                    |                      |                      |                    | デレック・デイリー |
| オーストリア |                    |                    |                      |                      |                    | デレック・デイリー |
| オランダ     |                    |                    |                      |                      |                    | デレック・デイリー |
| イタリア     |                    |                    |                      |                      |                    | デレック・デイリー |
| カナダ       |                    |                    |                      |                      |                    | デレック・デイリー |
| ラスベガス   |                    |                    |                      |                      |                    | デレック・デイリー |

## レース戦績

### F1世界選手権
1981年シーズン、811はマーチ・グランプリが使用したが、チームは実質的にRAMレーシングだった。チームはギネスがサポートし、車体は黒字に白地のロゴが描かれた。
チームは2台体制でシーズンに臨んだ。ファーストドライバーにはチリ人ドライバーでルーキーのエリセオ・サラザールが起用された。ロビン・クックとジョン・マクドナルドはセカンドドライバーにテオ・ファビを希望したが、結局はデレック・デイリーが起用された。マクドナルドは後にこの選択を後悔したと公表した。
チームは南アフリカグランプリでデビューしたが、このレースはノンタイトル戦であった。政治的な理由でFOCA系チームのみが参加し、フェラーリ、アルファロメオ、オゼッラ、ルノーは参加しなかった。18人で争われたレースで、デイリーは11位に入る。サラザールは18周目にギアボックストラブルでリタイアした。
5週間後に世界選手権はアメリカ西グランプリで開幕した。サラザールは前半6戦に参加し、予選通過は第4戦サンマリノのみであった。このレースも38周後にエンジントラブルでリタイアしている。その後ノンタイトル戦2戦に参加した後、サラザールはチームを離脱し、個人スポンサーと共にエンサインに移籍した。サラザールの離脱後、セカンドドライバーは起用されず、チームは1台体制で参戦を続けた。
デイリーは1981年シーズン全戦をRAMから出走した。開幕からRM02、RM01、RM05を2戦ずつ使用したが、いずれも予選落ちした。スペインGPからRM04を使用し、ここで初めて決勝進出する。スペインで16位、フランスではリタイアし、続くイギリスからRM06を使用する。このRM06はエイドリアン・レイナードの手によって改良が施された新型シャシーで、タイヤはエイヴォンを装着した。新しいシャシーを得たデイリーは6戦連続で予選を通過した。彼の予選最高位はイギリスでの17位で、決勝は7位とこのシーズンでの最高位を記録した。しかしながら、811は依然として信頼性が低かった。デイリーは4戦でリタイアしたが、いずれも技術的トラブルによるものであった。

### イギリスF1選手権
コリン・ベネット・レーシングはRM05を購入し、イタリア人ドライバーのヴァル・ムセッティを起用、1982年のイギリスF1選手権に参戦した。このシリーズはイギリス国内の5つのサーキットで開催され、この年は7つのチームから10名のドライバーが参加した。ムセッテイはシーズンの前半3戦に参加した。開幕のオウルトン・パークではリタイア、第2戦のブランズ・ハッチでは3位となり、第3戦のスラクストンでは2位に入る。残る2戦には参加せず、ムセッテイはランキング7位となった。

### Can-Am
コリン・ベネット・レーシング
1982年の夏にコリン・ベネットはイギリスF1選手権を撤退し、カナディアン-アメリカン・チャレンジカップ (Cam-Am) に参戦する。Can-Amでは前後ホイールを覆うカウルが装着され、リアウィングも大型化された。コリン・ベネット・レーシングは1982年夏の2戦に参加した。チームはヴァル・ムセッテイにRM05、アーノルド・グラスにRM06をドライブさせた。デビューは第4戦のエルクハート・レイクで、ムセッテイは予選9位でスタートしたが、9周目にミッショントラブルのためリタイアした。グラスは予選28位からスタートし、17位でレースを終えた。次戦のカナダ、トロワリビエールでグラスは予選落ちし、ムセッテイは予選12位、決勝はリタイアした。
ゴードン・ライトフット・レーシング
トロワリビエールでのレース後コリン・ベネットは、カナダのゴードン・ライトフット・レーシングにRM05を売却した。チームはジョン・グラハムを起用し、終盤4戦に参加した。グラハムは全戦で完走し、最高位は最終戦ラグナ・セカでの8位だった。

## F1における全成績
(key) （太字はポールポジション）
| 年     | チーム             | エンジン | ドライバー             | グランプリ | グランプリ | グランプリ | グランプリ | グランプリ | グランプリ | グランプリ | グランプリ | グランプリ | グランプリ | グランプリ | グランプリ | グランプリ | グランプリ | グランプリ | ドライバーズランキング | ドライバーズランキング | コンストラクターズランキング | コンストラクターズランキング |
| 年     | チーム             | エンジン | ドライバー             | USW        | BRA        | ARG        | SMR        | BEL        | MON        | ESP        | FRA        | GBR        | GER        | AUT        | NED        | ITA        | CAN        | CPL        | ポイント               | 順位                   | ポイント                     | 順位                         |
| ------ | ------------------ | -------- | ---------------------- | ---------- | ---------- | ---------- | ---------- | ---------- | ---------- | ---------- | ---------- | ---------- | ---------- | ---------- | ---------- | ---------- | ---------- | ---------- | ---------------------- | ---------------------- | ---------------------------- | ---------------------------- |
| 1981年 | マーチ・グランプリ | フォード | デレック・デイリー     | DNQ        | DNQ        | DNQ        | DNQ        | DNQ        | DNQ        | 16         | Ret        | 7          | Ret        | 11         | Ret        | Ret        | 8          | DNQ        | 0                      | 24                     | 0                            | 14                           |
| 1981年 | マーチ・グランプリ | フォード | エリセオ・サラザール   | DNQ        | DNQ        | DNQ        | Ret        | DNQ        | DNQ        | —          | —          | —          | —          | —          | —          | —          | —          | —          | 0 (1)                  | 21                     | 0                            | 14                           |
| 1981年 | マーチ・グランプリ | フォード | ステファン・ヨハンソン | —          | —          | —          | —          | —          | —          | —          | —          |            | —          | —          | —          | —          | —          | —          | 0                      | NC                     | 0                            | 14                           |

## 参照
1. 1 2 3  David Hodges: A-Z of Grand Prix Cars 1906-2001, 2001 (Crowood Press), ISBN 1-86126-339-2, S. 147.
2. 1 2 3 4  David Hodges: Rennwagen von A-Z nach 1945, Motorbuch Verlag Stuttgart 1993, ISBN 3-613-01477-7, S. 165.
3. ↑  David Hodges: A–Z of Grand Prix Cars 1906–2001, 2001 (Crowood Press), ISBN 1-86126-339-2, S. 196.
4. 1 2 3  Mike Lawrence: March, The Rise and Fall of a Motor Racing Legend. MRP, Orpington 2001, ISBN 1-899870-54-7, S. 136.
5. ↑  David Hodges: A–Z of Grand Prix Cars 1906–2001, 2001 (Crowood Press), ISBN 1-86126-339-2, S. 241.
6. 1 2  Mike Lawrence: March, The Rise and Fall of a Motor Racing Legend. MRP, Orpington 2001, ISBN 1-899870-54-7, S. 260.
7. 1 2  Mike Lawrence: March, The Rise and Fall of a Motor Racing Legend. MRP, Orpington 2001, ISBN 1-899870-54-7, S. 141.
8. ↑  David Hodges: Rennwagen von A–Z nach 1945, Motorbuch Verlag Stuttgart 1993, ISBN 3-613-01477-7, S. 166.
9. 1 2  Mike Lawrence: March, The Rise and Fall of a Motor Racing Legend. MRP, Orpington 2001, ISBN 1-899870-54-7, S. 137.
10. 1 2 3  Mike Lawrence: March, The Rise and Fall of a Motor Racing Legend. MRP, Orpington 2001, ISBN 1-899870-54-7, S. 139.
11. ↑  Übersicht über die einzelnen Chassis auf der Internetseite www.oldracingcars.com (abgerufen am 17. April 2014).
12. ↑  Statistik des Can-Am-Rennens in Elkhard Lake auf der Internetseite www.oldracingcars.com (abgerufen am 25. April 2014).
13. ↑  Statistik des Can-Am-Rennens in Trois-Rivières auf der Internetseite www.oldracingcars.com (abgerufen am 25. April 2014).
14. ↑  Statistik des Can-Am-Rennens in Laguna Seca auf der Internetseite www.oldracingcars.com (abgerufen am 25. April 2014).